# Ōshiro Tatsuhiro
Ōshiro Tatsuhiro (jap. 大城 立裕; * 19. September 1925 in Nakagusuku, Okinawa; † 27. Oktober 2020 in Kitanakagusuku, Okinawa) war ein japanischer Schriftsteller.
Ōshiro studierte bis 1945 an der Toua Doubun Universität in Shanghai. Er arbeitete einige Zeit als Hochschullehrer und dann als Verwaltungsbeamter. Von 1983 bis 1986 leitete er das Okinawa Prefectural Museum. Für den Roman Kakuteru Pātī (Cocktailparty) wurde er 1967 mit dem Akutagawa-Preis ausgezeichnet. 1993 erhielt er für Hi no hate kara den Hirabayashi-Taiko-Literaturpreis. 2000 folgte der Verdienstpreis der Insel Okinawa für seine Verdienste um die Literatur der Region. Als sein bedeutendstes Werk gilt der historische Roman Ryūkyū shobun.

## Quelle
- Takuma Sminkey - Reading Okinawa - Ōshiro Tatsuhiro